# 王冠军
王冠军（1963年4月19日—），中国河南省洛阳市人，围棋职业八段棋手。他1982年定为四段，1993年升为八段。他11岁学棋，13岁进体校，14岁进集训队。获第2届全国围棋名手赛冠军，进入第4届棋王赛前四名，获1991年第1届霜花杯冠军。其绰号为“江湖一盏灯”。其弟为围棋职业棋手王海钧七段。
王冠军后来担任河南省围棋队教练，并于2004年7月成立了王冠军围棋俱乐部。